# Masłowo (Szarłata)
Masłowo dodatkowa nazwa w j. kaszub. Masłowò, (historycznie Kierzenka, niem. Butterfass) – część wsi Szarłata w Polsce, położona w województwie pomorskim, w powiecie kartuskim, w gminie Przodkowo, na Kaszubach, na obszarze Pojezierza Kaszubskiego.
Nazwa osady pojawia się po raz pierwszy na mapie Schröttera z końca XVIII w w niemieckiej formie Butterfass, co należy tłumaczyć jako 'beczułka na masło' czyli 'maślnica'. Kaszubskim odpowiednikiem tego słowa jest Kierzenka i określenie to funkcjonowało jako nazwa osady po stronie polskiej i kaszubskiej. Ostatecznie nazwa utrwaliła się w obecnej formie w typowy dość sposób adaptacji nazw niemieckich do języka polskiego i kaszubskiego. Pozostawiono pierwszy człon Butter, czyli masło, a człon drugi zastąpiono przyrostkiem -owo. Podobny proces możemy zaobserwować w przypadku innych kaszubskich miejscowości. Eggertshütte stało się Egiertowem, Hoppendorf Hopowem a Adlershorst (niem. Adler znaczy orzeł) Orłowem. 
Samo odniesienie do masła w nazwie miejscowości jest z pewnością przenośnią. Jej podstawą mogła być gliniasta gleba czy wręcz glina, kojarząca się w swej konsystencji właśnie z masłem.
Słownik geograficzny Królestwa Polskiego i innych krajów słowiańskich podaje w miejscowości w 1885 roku 17 domów i 103 mieszkańców.
W latach 1975–1998 Masłowo administracyjnie należało do województwa gdańskiego.